# Stenellipsis schaumii
Stenellipsis schaumii är en skalbaggsart som först beskrevs av Xavier Montrouzier 1861.  Stenellipsis schaumii ingår i släktet Stenellipsis och familjen långhorningar. Inga underarter finns listade i Catalogue of Life.